# Loma de Cancho
Loma de Cancho är en ort i Mexiko.   Den ligger i kommunen Madero och delstaten Michoacán de Ocampo, i den södra delen av landet, 220 km väster om huvudstaden Mexico City. Loma de Cancho ligger 2 095 meter över havet och antalet invånare är 248.
Terrängen runt Loma de Cancho är lite bergig, och sluttar österut. Runt Loma de Cancho är det glesbefolkat, med 16 invånare per kvadratkilometer. Närmaste större samhälle är Villa Madero, 2,5 km nordväst om Loma de Cancho. I omgivningarna runt Loma de Cancho växer huvudsakligen savannskog.